# Hydrobiomorpha casta
Hydrobiomorpha casta är en skalbaggsart som först beskrevs av Thomas Say 1835.  Hydrobiomorpha casta ingår i släktet Hydrobiomorpha och familjen palpbaggar. Inga underarter finns listade i Catalogue of Life.